# Cornutorogas hatinhensis
Cornutorogas hatinhensis är en stekelart som beskrevs av Long och Van Achterberg 2008. Cornutorogas hatinhensis ingår i släktet Cornutorogas och familjen bracksteklar. Inga underarter finns listade i Catalogue of Life.